# آلداروو
آلداروو (به لاتین: Aldarovo) یک منطقهٔ مسکونی در روسیه است که در باشقیرستان واقع شده‌است.